# 気仙沼漁港
気仙沼漁港（けせんぬま ぎょこう）は、太平洋に面した日本の漁港の一つ。宮城県気仙沼市の気仙沼湾奥部に所在する、特定第3種漁港である。
世界三大漁場 (cf.) の一つである三陸沖を操業域とする漁船の主要な水揚げ港の一つであると同時に、日本の遠洋漁業（主にマグロ）の基地の一つとなっている。

## 概要

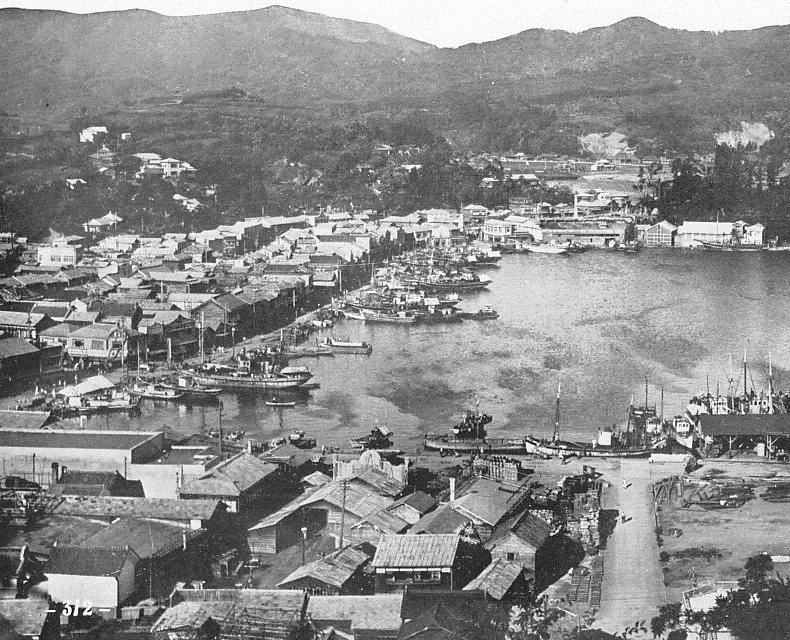
昭和初期の頃の気仙沼漁港

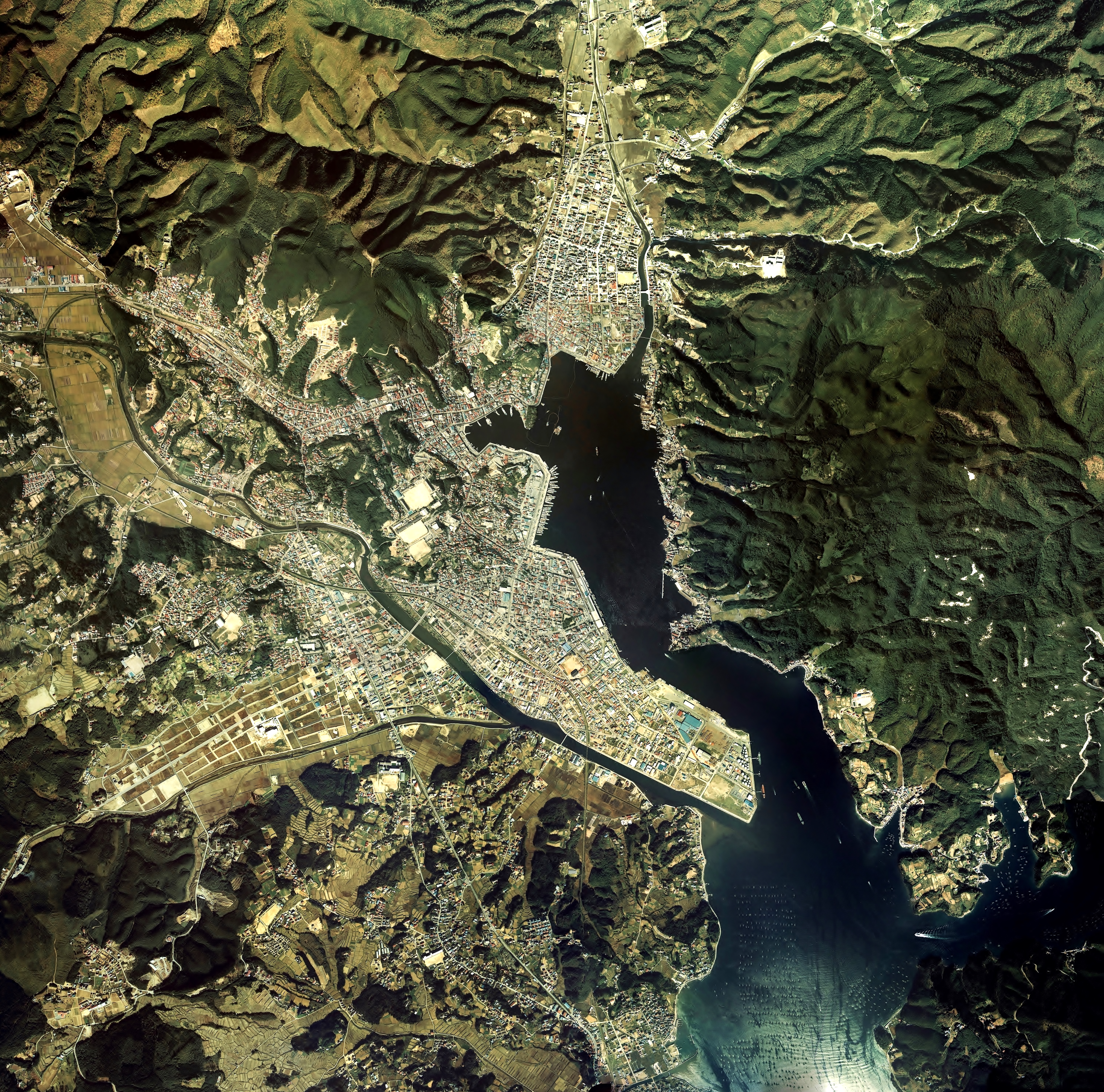
震災前の気仙沼市中心部と気仙沼漁港周辺の空中写真。
。1977年撮影の14枚を合成。

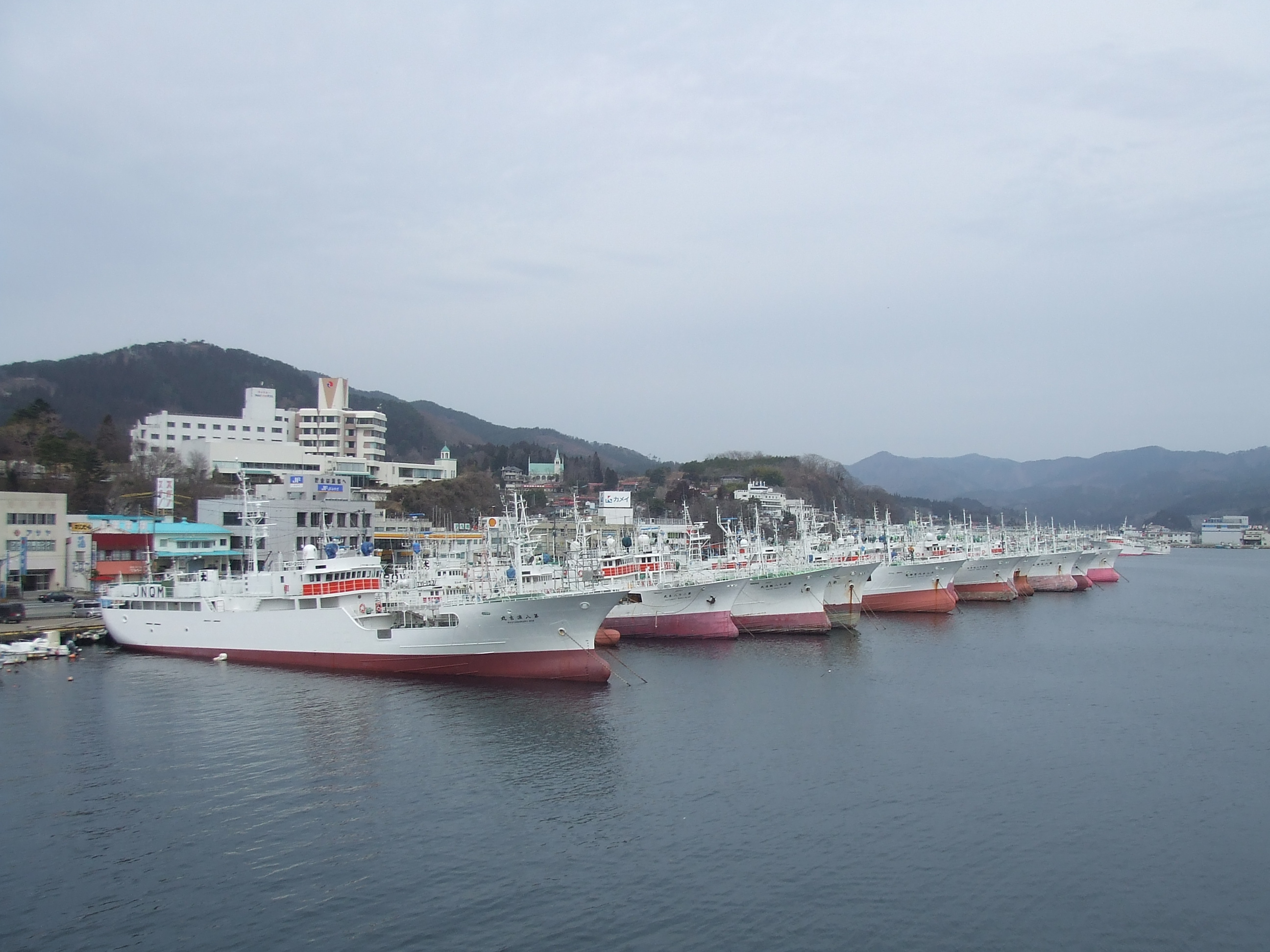
震災前の気仙沼港の様子（2009年2月）

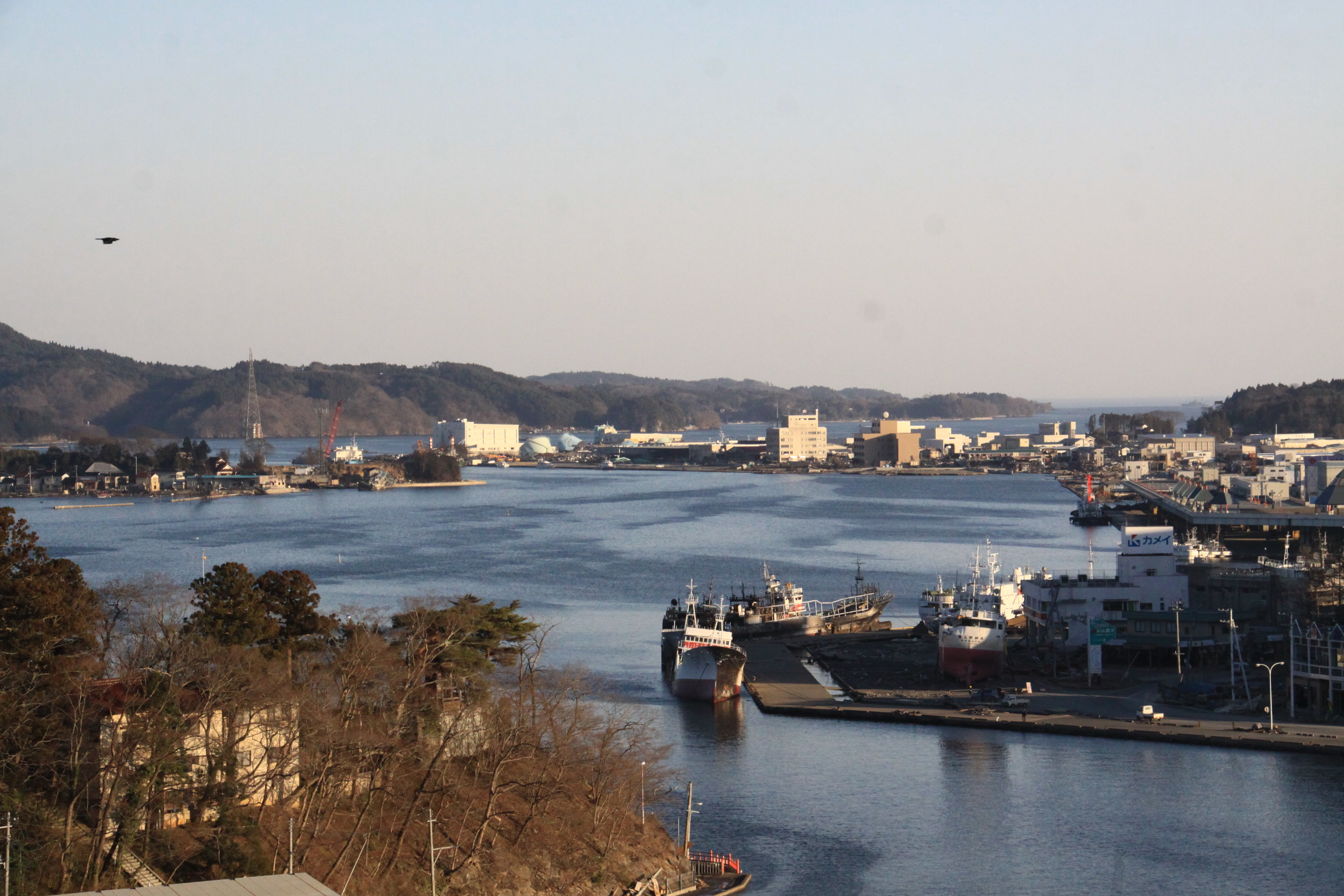
東日本大震災後の気仙沼漁港。焼け焦げた漁船が岸壁に座礁している（2011年4月6日撮影）。

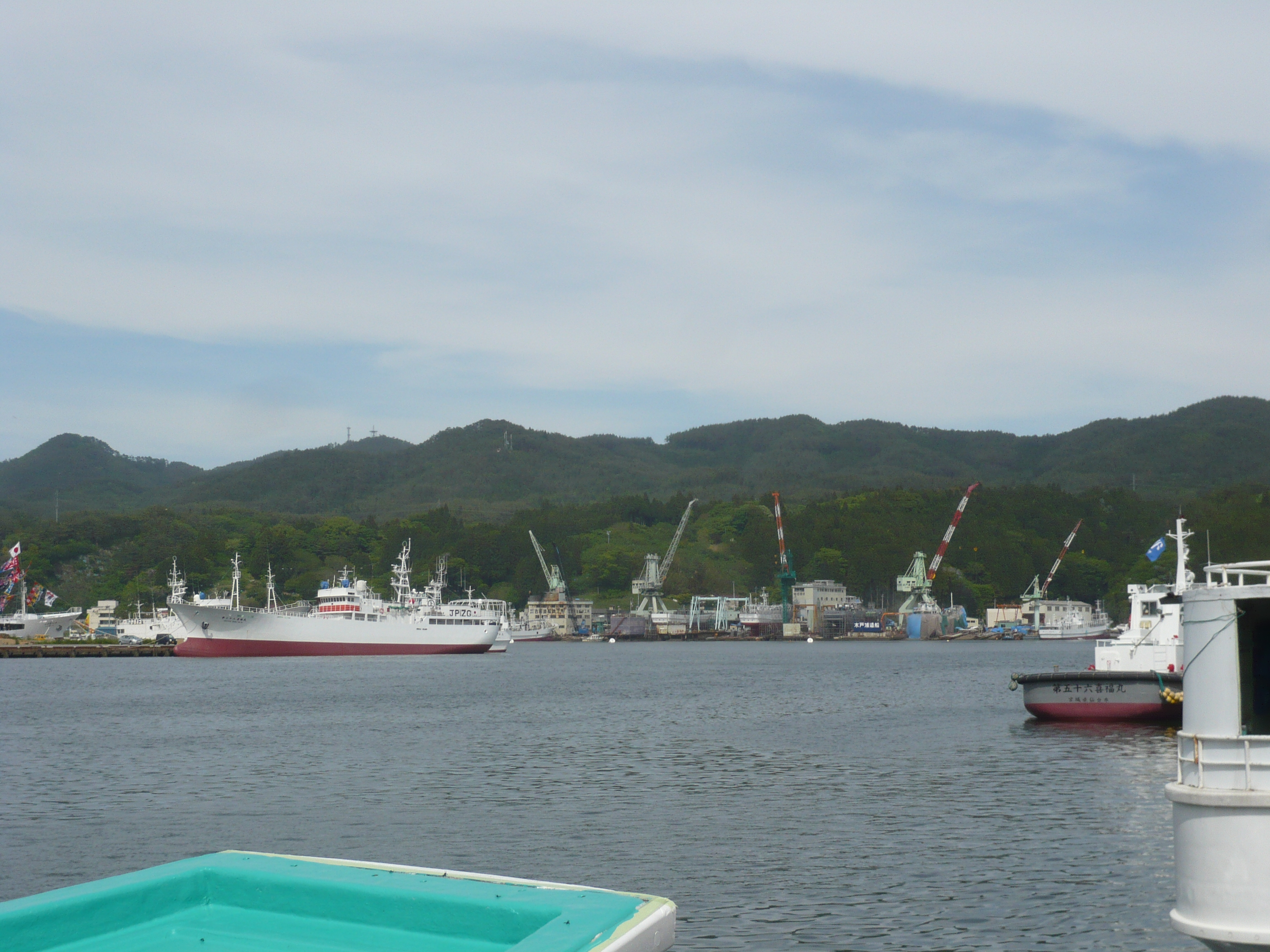
気仙沼港（2013年6月1日）

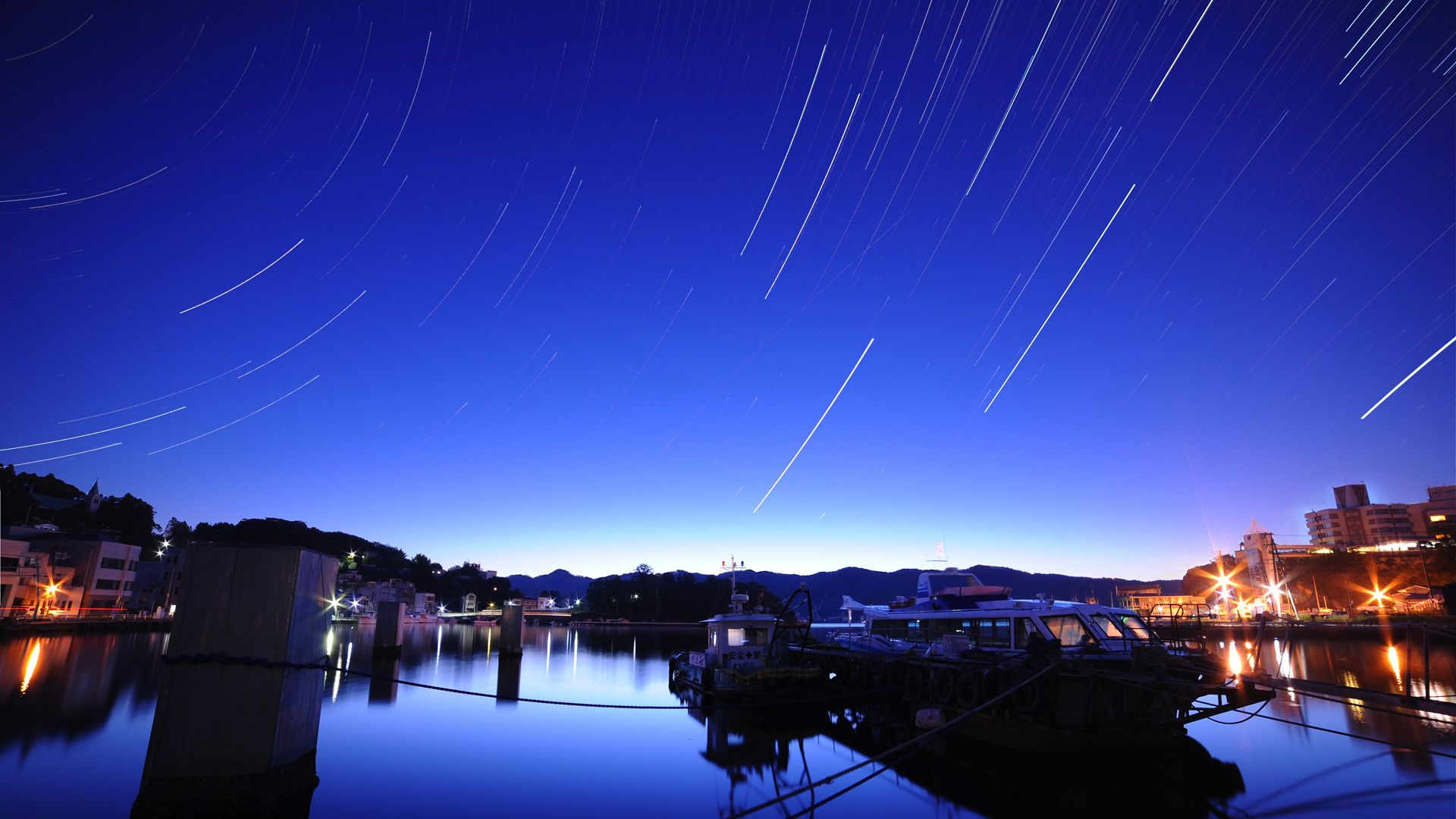
気仙沼港内湾の夜景

2007年（平成19年）と2008年（平成20年）は、水揚げ高で東北地方内第1位であった。2019年（令和元年）の水揚げ額は約154億円。
- 管理者：宮城県
- 漁業協同組合：気仙沼、気仙沼地区
- 組合員数：419名（2001年12月）
- 漁港番号：1430010
- 水揚げ量：約65,000t （2019年。全国第11位）[3]

2011年（平成23年）3月11日の東北地方太平洋沖地震（東日本大震災）に伴う地盤沈下および津波によって大きな被害を受けた。沖合漁業のカツオ漁船の受け入れを水産業復興の第一歩とするべく、シーズンが始まる6月下旬までに当港の総延長1kmの水揚岸壁のうち200mに応急的なかさ上げを施行。同年6月23日に気仙沼市魚市場を再開し、同月28日に静岡県のカツオ巻き網漁船が入港して震災後初水揚げに漕ぎ着けた。ただし、津波被害を受けたバックヤード施設（冷凍・冷蔵・加工施設）の復旧は間に合わず、生鮮出荷限定の再開であった。その後、沿岸漁業・遠洋漁業などにも取り扱いを拡大。漁港・商港および水産加工地区のかさ上げも本格着工し、バックヤード施設の本格復旧も始まっている。

## 歴史
- 1951年（昭和26年）7月10日 - 第3種漁港に指定（農林省告示第255号）[4]。
- 1962年（昭和37年）3月30日 - 区域変更（農林省告示第432号）[4]。
- 1960年（昭和35年）5月24日 - 同月22日に発生したチリ地震に伴う津波で被害を受けた[5][6][7]。
- 1969年（昭和44年）3月3日 - 特定第3種漁港に指定（政令第16号）[4]。
- 2010年（平成22年）2月28日 - 同月27日に発生したチリ地震に伴う津波で一部浸水。海中の養殖施設に被害は出たが、陸上の被害は軽微だった。
- 2011年（平成23年）
  - 3月11日 - 東北地方太平洋沖地震（東日本大震災）により地盤沈下に見舞われ、続いて津波が来襲して甚大な被害を受けた。
  - 3月20日 - 陸路が遮断される中、支援隊を発足した日本かつお・まぐろ漁業協同組合や三浦市などが神奈川県の三崎漁港にて日本全国から集まった救援物資を支援船「第11八幡丸」（気仙沼漁港所属）に積み込み、第1便として出港。22日に気仙沼漁港に入港。物資は陸揚げされ、自衛隊などを通じて気仙沼市に引き渡された[8][9]。
  - 6月23日 - 気仙沼魚市場が再開。
  - 6月28日 - 震災後初のカツオ水揚げ。
  - 8月1日 - 沿岸漁業の水産物の水揚げ再開。
  - 8月24日 - 震災後初のサンマ水揚げ。

## 水産物

### 水揚げ魚種
カツオ、および、サメ類（主にネズミザメ［俗称：モウカザメ］）を始めとして、サンマ、カジキ類などで日本有数の水揚げを誇る。
2004年度（平成16年度）の陸揚量全国順位は以下のとおり。
- 第1位 - サメ、カジキ、エビ、シイラ
- 第3位 - サンマ
- 第5位 - カツオ（生鮮カツオの水揚げは2022年（令和4年）で「26年連続日本一」[11][12]）

### 特産物
フカヒレの生産量では日本一を誇り、カキ、ホタテガイ、アワビ、ウニ、ワカメ、コンブなどの魚介藻類も特産である。

## 主な漁業
- 近海マグロの延縄（はえなわ）漁業 [10]
- 近海カツオの一本釣り漁業 [10]
- 敷網漁業（サンマ棒受網漁業） [10]
- 大目流網漁業 ：対象魚は、メカジキ、マカジキ、ネズミザメ（モウカザメ）。[10]
- 旋網（まきあみ）漁業 ：対象魚は、マグロ、カツオ、サバ、イワシなど。
- 定置網漁業 ：対象魚は、ブリ、サバ、イワシ、イカ、サケ、マス、ヒラメ、スズキ、ニシンなど。[10]
- イカ釣り漁業
- 底引き網漁業
- 地引き網漁業
- 海面養殖業（水面養殖漁業）[1]

## 参考画像

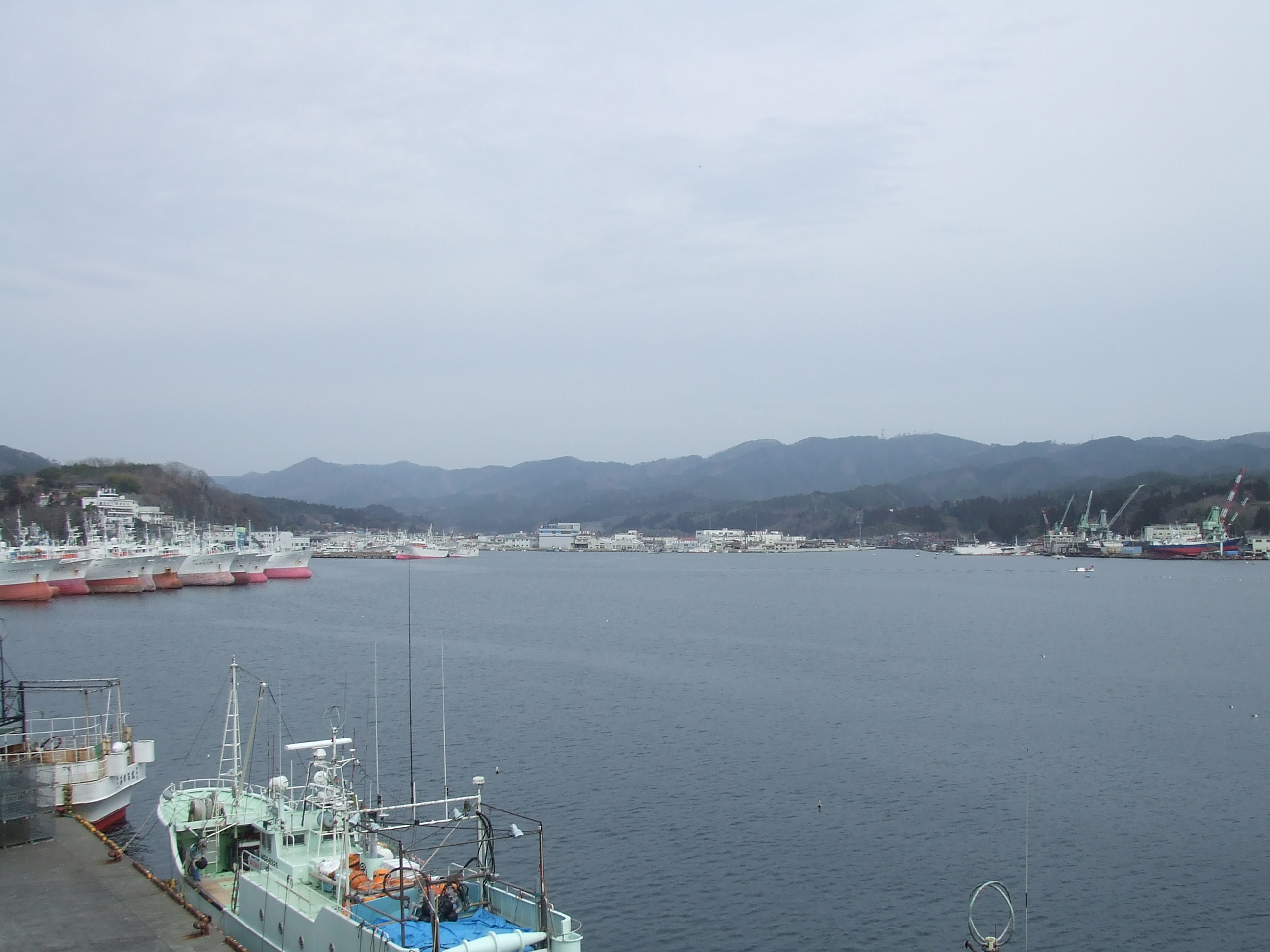
震災前の気仙沼港の様子（2009年2月）
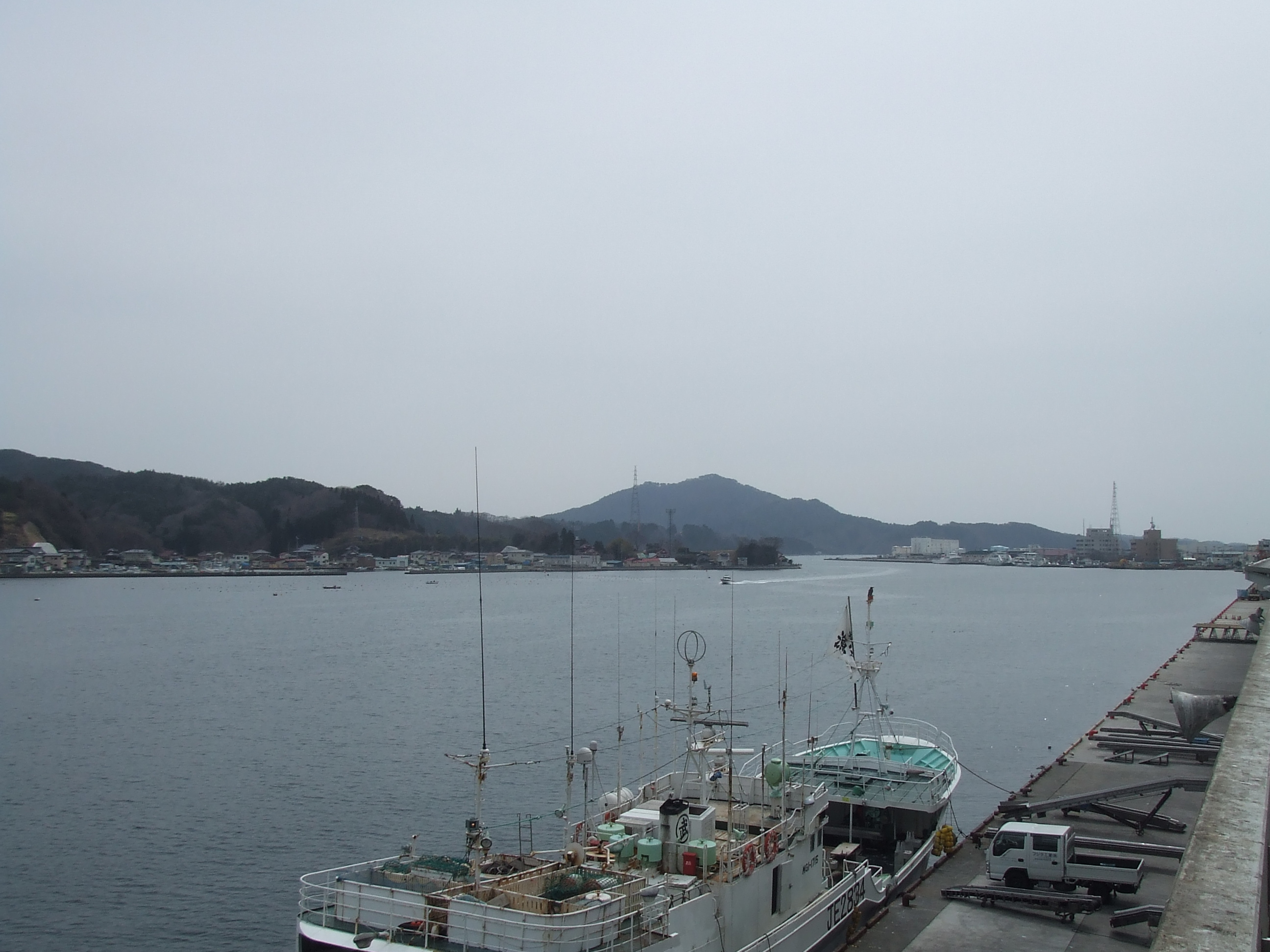
震災前の気仙沼港の様子（2009年2月）